# Eccellenza Sardegna 2007-2008
Il campionato italiano di calcio di Eccellenza regionale 2007-2008 è stato il diciassettesimo organizzato in Italia. Rappresenta il sesto livello del calcio italiano.
Il campionato di Eccellenza Sardegna della stagione 2007-2008, composto da 16 squadre, è stato vinto dal Budoni.
Le squadre ammesse ai play-off sono state: San Teodoro, Selargius, Samassi e Fertilia. Il Selargius ha vinto la fase regionale dei play-off, ma è stato eliminato in semifinale nazionale dalla Copparese, vincitrice dei play-off del girone B dell'Eccellenza dell'Emilia-Romagna.
Sono invece retrocesse nel campionato di Promozione: Ghilarza, Quartu 2000, e Sant'Elena (quest'ultima dopo aver perso ai play-out contro il Monreale).

## Squadre Partecipanti
| Squadra                         | Città                                        |
| ------------------------------- | -------------------------------------------- |
| A.S.D. Atletico Calcio          | Villasor (CA)                                |
| Pol. Budoni                     | Budoni (OT)                                  |
| A.S.D. Decimese Aurora e Decimo | Decimomannu (CA)                             |
| S.S. Fertilia                   | Fertilia (fraz. di Alghero) (SS)             |
| U.S. Ghilarza                   | Ghilarza (OR)                                |
| Pol. La Palma Alghero           | Santa Maria La Palma (fraz. di Alghero) (SS) |
| U.S. Monreale A.S.D.            | San Gavino Monreale (VS)                     |
| A.P.D. Quartu 2000              | Quartu Sant'Elena (CA)                       |
| S.P. Samassi                    | Samassi (VS)                                 |
| P.S.F. Sant'Elena               | Quartu Sant'Elena (CA)                       |
| U.S. San Teodoro                | San Teodoro (OT)                             |
| A.S.D. Selargius Calcio         | Selargius (CA)                               |
| Pol. Taloro Gavoi               | Gavoi (NU)                                   |
| A.P. Terralba                   | Terralba (OR)                                |
| A.S.D. Tortolì Calcio 1953      | Tortolì (OG)                                 |
| A.S.D. Villasimius              | Villasimius (CA)                             |

comune

## Classifica finale
|  | Pos. | Squadra          | Pt | G  | V  | N  | P  | GF | GS | DR  |
|  | ---- | ---------------- | -- | -- | -- | -- | -- | -- | -- | --- |
|  | 1.   | Budoni           | 67 | 30 | 19 | 10 | 1  | 52 | 22 | +30 |
|  | 2.   | San Teodoro      | 58 | 30 | 17 | 7  | 6  | 57 | 28 | +29 |
|  | 3.   | Selargius        | 56 | 30 | 17 | 5  | 8  | 47 | 31 | +16 |
|  | 4.   | Samassi          | 51 | 30 | 14 | 9  | 7  | 46 | 38 | +8  |
|  | 5.   | Fertilia         | 47 | 30 | 13 | 8  | 9  | 37 | 33 | +4  |
|  | 6.   | La Palma Alghero | 42 | 30 | 11 | 9  | 10 | 47 | 37 | +10 |
|  | 7.   | Terralba         | 42 | 30 | 11 | 9  | 10 | 41 | 40 | +1  |
|  | 8.   | Taloro Gavoi     | 42 | 30 | 10 | 12 | 8  | 38 | 37 | +1  |
|  | 9.   | Tortolì          | 42 | 30 | 11 | 9  | 10 | 33 | 34 | -1  |
|  | 10.  | Villasimius      | 40 | 30 | 10 | 10 | 10 | 32 | 35 | -3  |
|  | 11.  | Atletico Calcio  | 39 | 30 | 10 | 9  | 11 | 35 | 28 | +7  |
|  | 12.  | Decimese         | 39 | 30 | 12 | 3  | 15 | 34 | 40 | -6  |
|  | 13.  | Monreale         | 28 | 30 | 7  | 7  | 16 | 33 | 49 | -16 |
|  | 14.  | Sant'Elena       | 28 | 30 | 7  | 7  | 16 | 30 | 46 | -16 |
|  | 15.  | Quartu 2000      | 27 | 30 | 8  | 4  | 18 | 27 | 49 | -22 |
|  | 16.  | Ghilarza         | 10 | 30 | 2  | 4  | 24 | 14 | 56 | -42 |

## Risultati

### Tabellone
|                          | ATL | BUD | DEC | FER | GHI | LA  | MON | QUA | SAM | SAN | SAN | SEL | TAL | TER | TOR | VIL |
| Atletico Calcio          |     | 0-1 | 1-2 | 4-1 | 4-1 | 4-0 | 1-1 | 5-0 | 1-0 | 0-1 | 0-0 | 2-1 | 0-0 | 2-2 | 0-3 | 0-2 |
| Budoni                   | 3-3 |     | 2-0 | 2-1 | 3-1 | 2-2 | 2-1 | 2-1 | 2-0 | 2-1 | 6-1 | 0-0 | 2-0 | 1-0 | 1-1 | 1-1 |
| Decimese Aurora e Decimo | 0-2 | 1-2 |     | 1-3 | 2-0 | 1-2 | 3-0 | 0-1 | 1-0 | 1-0 | 0-3 | 0-3 | 0-3 | 1-1 | 4-1 | 0-0 |
| Fertilia                 | 1-0 | 0-1 | 1-0 |     | 1-0 | 2-2 | 1-0 | 2-1 | 2-1 | 2-0 | 3-1 | 0-1 | 0-0 | 1-1 | 0-1 | 0-0 |
| Ghilarza                 | 0-1 | 1-2 | 0-4 | 1-2 |     | 0-0 | 0-2 | 2-1 | 1-1 | 1-1 | 0-1 | 0-2 | 1-2 | 1-0 | 1-2 | 0-1 |
| La Palma Alghero         | 0-1 | 0-1 | 0-0 | 1-2 | 3-1 |     | 4-1 | 0-0 | 1-2 | 1-2 | 1-1 | 2-1 | 3-1 | 4-1 | 4-1 | 4-0 |
| Monreale                 | 1-1 | 1-1 | 2-1 | 2-1 | 4-0 | 1-3 |     | 0-2 | 1-1 | 1-2 | 2-1 | 1-2 | 1-2 | 1-4 | 1-1 | 1-1 |
| Quartu 2000              | 1-0 | 0-2 | 1-2 | 1-1 | 1-0 | 0-1 | 1-2 |     | 2-4 | 0-1 | 0-1 | 2-3 | 3-3 | 1-2 | 1-0 | 2-1 |
| Samassi                  | 1-0 | 2-1 | 2-1 | 2-1 | 2-1 | 2-2 | 4-1 | 0-0 |     | 2-1 | 1-1 | 1-0 | 2-2 | 1-3 | 1-1 | 1-1 |
| San Teodoro              | 4-2 | 1-1 | 0-1 | 2-0 | 5-0 | 2-2 | 1-0 | 2-0 | 5-1 |     | 5-0 | 5-1 | 2-0 | 3-3 | 2-0 | 1-0 |
| Sant'elena               | 0-0 | 1-2 | 1-2 | 0-1 | 3-0 | 1-3 | 1-1 | 3-1 | 0-2 | 1-2 |     | 1-2 | 0-1 | 1-0 | 0-1 | 2-1 |
| Selargius                | 1-0 | 0-2 | 2-1 | 1-2 | 3-1 | 2-1 | 1-0 | 3-0 | 2-0 | 0-1 | 1-1 |     | 5-1 | 3-2 | 1-1 | 1-0 |
| Taloro Gavoi             | 0-0 | 1-1 | 1-2 | 1-1 | 1-0 | 2-0 | 2-1 | 3-0 | 1-2 | 0-0 | 2-2 | 2-2 |     | 1-1 | 2-1 | 2-0 |
| Terralba                 | 0-0 | 1-4 | 4-0 | 2-1 | 1-0 | 1-0 | 1-0 | 1-2 | 1-4 | 1-1 | 2-0 | 1-0 | 1-1 |     | 0-0 | 3-2 |
| Tortolì                  | 0-1 | 0-0 | 1-0 | 1-1 | 1-0 | 0-0 | 1-2 | 3-0 | 1-3 | 3-3 | 2-1 | 0-2 | 2-0 | 2-1 |     | 2-0 |
| Villasimius              | 1-0 | 0-0 | 1-3 | 3-3 | 0-0 | 2-1 | 3-0 | 0-2 | 1-1 | 2-1 | 2-1 | 1-1 | 2-1 | 2-0 | 2-0 |     |

### Play-off

#### Fase regionale
Semifinali
|             | Risultati |             | Luogo e data                       |  |
| ----------- | --------- | ----------- | ---------------------------------- |  |
| Fertilia    | 3 - 2     | San Teodoro | Fertilia (Alghero), 1º maggio 2008 |  |
| Samassi     | 1 - 1     | Selargius   | Samassi, 1º maggio 2008            |  |
|             |           |             |                                    |  |
| San Teodoro | 3 - 1     | Fertilia    | San Teodoro, 4 maggio 2008         |  |
| Selargius   | 3 - 2     | Samassi     | Selargius, 4 maggio 2008           |  |

Finale
|                                         | Risultati |           | Luogo e data                    |  |
| --------------------------------------- | --------- | --------- | ------------------------------- |  |
| San Teodoro                             | 2 - 3 dts | Selargius | Tempio Pausania, 11 maggio 2008 |  |
| Il Selargius accede alla fase nazionale |           |           |                                 |  |

### Play-out
|                                     | Risultati |            | Luogo e data                        |  |
| ----------------------------------- | --------- | ---------- | ----------------------------------- |  |
| Sant'Elena                          | 0 - 0     | Monreale   | Quartu Sant'Elena, 3 maggio 2008    |  |
|                                     |           |            |                                     |  |
| Monreale                            | 3 - 1     | Sant'Elena | San Gavino Monreale, 10 maggio 2008 |  |
| Sant'Elena retrocesso in Promozione |           |            |                                     |  |